# مقاطع (منطق)
المقاطع هي المقدمات التي تنتهي الأدلة والحجج إليها، من الضروريات والمسلمات، مثل الدور والتسلسل، واجتماع النقيضين.